# Баркан, Натан
Натан (Нота) Баркан (1923, Ливаны, Латвия — 2003, Латвия) — главный раввин Риги и Латвии (1989—2003). Кавалер офицерского креста ордена Трёх звезд.

## Биография
Натан Баркан родился в 1923 году. Согласно историческим хроникам, предки с отцовской стороны происходят из Полоцка, а с материнской стороны — из Ливаны в Латвии (не позднее XVII века). Баркан учился в Любавичских иешивах в Риге (где также успел поработать грузчиком) и в Гостини у своего брата Шая-Ханоха, бывшего там раввином, получил специализацию шойхета. С 14 лет принимал участие в общественной жизни. Во время войны, после неудачной попытки пересечь ещё существовавшую границу между Латвией и Литвой в надежде получить документы на выезд через Японское консульство, вместе с отцом отправился в эвакуацию, вначале в Ивановской области, а, затем, через Ташкент, в Самарканд. Работал грузчиком, меламедом, извозчиком, сапожником, ткачём и начальником цеха. Был арестован несколько раз и осуждён на семь лет тюрьмы, из которых был в заключении в течение двух лет. Женился там же 8 мая 1945 года. В 1949 году вернулся в Латвию и работал председателем сельпо, впоследствии вернулся в Ригу. С 1954 года занимался распространением учения в подполье. В 1955 году был среди строителей первой послевоенной миквы в городе. В 1959 году подал просьбу на выезд из СССР, лишь спустя десять лет в 1969 году переехал в Израиль, где в течение 20 лет находился на государственной службе и где основал религиозную школу для мальчиков в Лоде. С 1988 года по совету Любавичского Ребе возобновил поездки в Советский Союз. В 1989 году получил его благословение на должность главного раввина Риги и Латвии и назначение от главного раввина Израиля Мордехая Элияху и Главного раввината Израиля. В 2000 году за вклад в восстановление деятельности еврейской общины Латвии и в развитие дружеских связей между еврейским и латышским народами награждён орденом Трёх звёзд IV степени. Шесть внуков Баркана являются раввинами в крупных российских городах и в городах Западной Европы.

## Память
- Офицер ордена Трёх звёзд
- В честь Натана Баркана названа одна из улиц Риги, бывшая Маза Лачплеша[4]
- Книга его сына Менахема Баркана, «Латвия. Синагоги и раввины. 1918—1940»[5], посвящена памяти отца.